# Дюла Сапарі
Граф Дюла Сапарі (угор. Szapáry Gyula, 1832—1905) — угорський державний діяч.

## Біографія
У 1861 році вже був депутатом, а з 1873 був послідовно міністром внутрішніх справ, фінансів і землеробства, а в 1890 зайняв місце Тіси на чолі міністерства. У 1892 вийшов у відставку, назвавши неможливим внести певний напрям в церковно-політичні реформи.